# Blaník (Fibich)
Blaník (Op. 50) je opera (zpěvohra) o třech jednáních českého skladatele Zdeňka Fibicha na libreto české básnířky Elišky Krásnohorské. Poprvé byla provedena dne 25. listopadu 1881 souborem pražského Prozatímního divadla v budově Nového českého divadla.

## Vznik a historie díla
Zdeněk Fibich se roku 1874 vrátil z Vilna, kde prožil osobní tragédii, do Prahy. Povzbuzen kritikou své rané opery Bukovín, provedené téhož roku, si vyžádal nové libreto od sestry svého přítele Jindřicha Pecha Elišky, píšící pod jménem Eliška Krásnohorská. Krásnohorská měla za sebou již několik libret pro svého švagra Hynka Pallu i pro Bedřicha Smetanu (Lumír, Viola), dokončeny a provedeny byly v této době však jen opery Karla Bendla Lejla a Břetislav.
Již roku 1873 žádal Fibich Krásnohorskou o libreto podle Schillerovy tragédie Nevěsta mesinská – později napsal stejnojmennou operu na slova Otakara Hostinského –, o rok později však volba padla na Blaník. Jednalo se o první Krásnohorské libreto, které napsala po svých zakladatelských studiích o české hudební deklamaci. Než byl text dokončen, pracoval Fibich na opeře Frithjof na německý text (drama) Petera Lohmanna na téma z dánských dějin, ale, jak uvádí dobová zpráva, považoval tuto práci za dramatickou průpravu k Blaníku a zastavil se v polovině třetího dějství klavírní skici. (Tento fragment Fibich zničil s řadou dalších skladeb v letech 1897-98.)
Téma Blaníku zaujalo libretistku i skladatele zejména vlasteneckým potenciálem, odpovídajícím duchu doby. Libreto navíc bylo politicky aktuální; jeho poselství, totiž že bojům jednotlivců i skupin je nadřazen zájem národa, se vztahovalo na intenzivní spory staročechů a mladočechů. Fibicha zejména přitahovala „smetanovskost“ námětu (dokončená opera nesla věnování „Mistru Bedřichu Smetanovi“), i když předchází Smetanově stejnojmenné symfonické básni z cyklu Má vlast, jež vznikla až roku 1879. Napůl realistická, napůl pohádková atmosféra zaujala Fibicha už v Bukovínovi a navíc podblanický kraj velmi dobře znal z dětství ve Všebořicích.
Opera byla psána pro soutěž k otevření nového velkého Národního divadla. Fibich si nedělal naděje na úspěch, neboť bylo známo, že se soutěže bude účastnit Smetanova Libuše, a zadal tedy své dílo pod mottem Lasciate ogni speranza. Přesto bylo jeho dílo porotou oceněno: spolu s Bendlovými Černohorci získal Blaník cenu 500 zlatých (tj. polovinu ceny 1000 zlatých původně určené pro kategorii komická opera, k níž se však nesešli vhodní kandidáti) a záruku uvedení v Národním divadle. Protože však divadlo zničil požár dříve, než stačila být Fibichova opera uvedena, konala se její premiéra nakonec v letním Novém českém divadle dne 25. listopadu 1881. Přijetí u obecenstva i kritiky bylo příznivé, ale pouhých pět představení zůstalo za očekáváním.
Libreto vyšlo při příležitosti premiéry roku 1881, klavírní výtah u Fr. A. Urbánka v Praze až roku 1897, po druhé inscenaci Blaníku již v Národním divadle roku 1894. Při této příležitosti učinil Fibich určité úpravy a teprve tehdy přidělil opeře i opusové číslo 50.

## Charakteristika díla

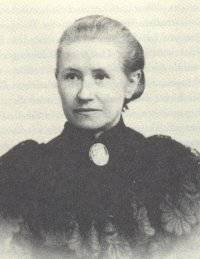
Eliška Krásnohorská, libretistka Blaníku

Libreto Blaníku nepatří k nejlepším dramatickým pracím Elišky Krásnohorské. Děj je spletitý, přebujelý a místy nelogický. Podle Josefa Bartoše „v Blaníku jest tolik děje a tolik hudby, že by je bylo lze rozložiti do několika samostatných oper“. Historicko-romantické momenty se střídají s vlasteneckými výzvami, prvky symbolického dramatu s milostnými scénami, realistické líčení s nadpřirozenými epizodami. Předností však bylo, že tato různorodost umožnila skladateli prokázat své schopnosti v širokém rozsahu. Jednotlivá dějství mají svůj vlastní celkový tón – první je epické, druhé je lyrické, třetí má atmosféru romantické balady. Vedle toho libreto nabízí i uzavřená čísla (Domovítova balada v prvním dějství, Kryštofovy pijácké písně v druhém).
Krásnohorská navíc jako první zasadila původně ryze katolickou, svatováclavskou pověst o Blaníku do nového kontextu pobělohorské náboženské situace. Tím i připravila cestu ke Smetanově symfonické básni, v níž voje svatého Václava nahrazuje vojsko husitské.
V době mezi dokončením Bukovína a kompozicí Blaníku se Fibich stal nadšeným příznivcem skladebných principů Richarda Wagnera a Bedřicha Smetany. Wagnerův vliv se projevuje jak v hojnosti příznačných motivů (mají je nejen všechny jednající postavy, ale i různé ideje – láska, Blaník a jeho tajemné kouzlo, blaničtí rytíři), tak způsobem jejich používání. Například osobní motivy Zdeňka ze Zásmuk a Jana z Dohalic přecházejí v motivy hodnot, které obě postavy reprezentují: smír a svornost na jedné straně, svár na druhé. Na rozdíl od striktních zásad wagnerovského hudebního dramatu se však Fibich, stejně jako Smetana, nevyhýbá ansámblům a dramaticky motivovaným uzavřeným číslům. Je to současně Fibichova „nejsmetanovštější“ opera, ještě romantického, národně-obrozeneckého ražení. Vznikala v těsné spojitosti se symfonickou básní Záboj, Slavoj a Luděk na námět z Rukopisu královédvorského, která časově předchází Smetanově Mé vlasti. Osobitě fibichovská je pozornost věnovaná milostným epizodám a tíhnutí k baladickému tónu, jak se nejlépe projevuje v prvním obraze 3. dějství (scéna uvnitř Blaníku), který je hudebním i dramatickým vrcholem opery. Zvláštním efektem v této scéně ze 7/4 dramatický pochod blanických rytířů. Helena z Dohalic nijak nezaostává za pozdějšími fibichovskými hrdinkami (Miranda, Hedy, Šárka, Margit), hudebně impozantní je rovněž altová úloha Bílé paní, psaná pro Betty Hanušovou-Fibichovou, s níž skladatel v průběhu kompozice Blaníku (1875) uzavřel sňatek.
Nároky na orchestr, sbor i výpravu jsou mnohem vyšší než v Bukovínu, protože Blaník byl již skládán pro velké Národní divadlo, a nikoli pro stísněné prostory divadla Prozatímního.
I přes nástrahy a spletitost libreta se Fibich v této opeře poprvé ukázal jako „rozený hudební dramatik“. Postavy žijí, hudba je opravdu divadelní, podle Anny Hostomské se jedná o operu „s úžasnou bohatostí melodickou, pathetickým vzruchem masových scén, jímavých ensemblů a sólových zpěvů“. „Blaník způsobil, že jméno Fibichovo nabylo zvuku a že s Fibichem do budoucnosti bylo pevně počítáno.“

## Inscenační historie opery
Blaník byl brzy překonán dalšími skladatelovými operami, proto jeho inscenační historie není příliš bohatá a je prakticky omezena na pražské Národní divadlo. To ji uvedlo poprvé roku 1894 – byla to mimochodem jediná Fibichova opera, kterou soubor Národního divadla zařadil na program za skladatelova života dvakrát. Následovala inscenace z roku 1925, k 75. výročí Fibichova narození a 25. výročí smrti (dirigent Otakar Ostrčil) a naposledy roku 1949 (dirigent Otakar Jeremiáš), kdy excelovala Marta Krásová v roli Perchty (Bílé paní). 5. května 1950 mohli diváci slyšet tuto operu prozatím naposledy.

## Osoby a první obsazení

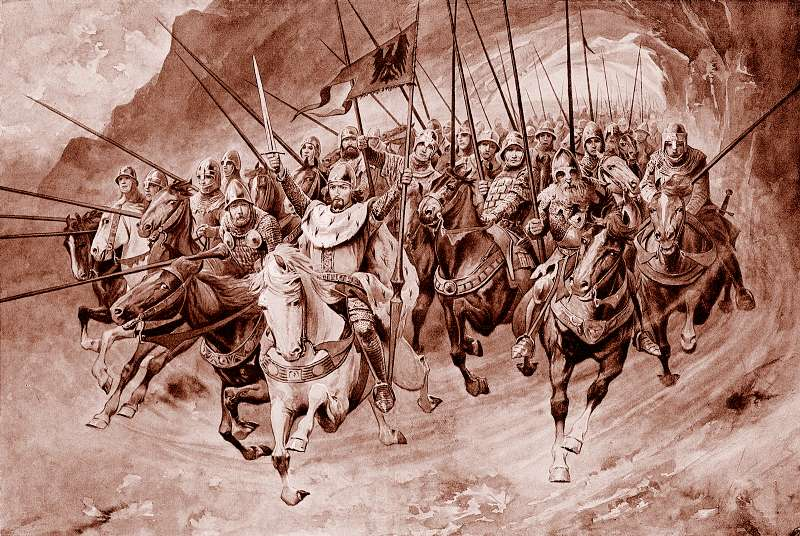
Věnceslav Černý: Blaničtí rytíři

| osoba | hlasový obor | premiéra (25.11.1881) |
| --- | ------------ | --------------------- |
| Jan z Dohalic, zemský soudce                                                                                        | bas          | František Hynek       |
| Helena, jeho dcera                                                                                                  | soprán       | Marie Sittová         |
| Bořek, jeho syn | baryton      | Leopold Stropnický    |
| Zdeněk ze Zásmuk | tenor        | Arnošt Grund          |
| Krištof z Raedernu                                                                                                  | tenor        | Adolf Krössing        |
| Domovít, stařec | bas          | Karel Čech            |
| Jarmila, jeho dcera                                                                                                 | soprán       | Herména Frommová      |
| Hlasatel | baryton      | Ferdinand Koubek      |
| Oldřich z Rožmberka, starosta rytířů blanických                                                                     | bas          | Jan Kolín             |
| Perchta, bílá paní                                                                                                  | alt          | Betty Fibichová       |
| Měšťané a měštky, vězňové, biřici, čeleď, vzbouřenci, venkovanky, několik šlechticů, úřední osoby, blaničtí rytíři. |              |                       |
| Dirigent: Adolf Čech, režisér: František Hynek, scéna: Josef Haiss                                                  |              |                       |

## Děj opery
Odehrává se v roce 1623.

### 1. dějství
(Zasněžené Staroměstské náměstí v Praze před Týnským chrámem) Na náměstí přichází starý a churavý Domovít provázený svou dcerou Jarmilou. Chce zemřít zde na „svatém místě, kde vpila půda mučeníků krev“ (arieta Zde cíl mé pouti). Jarmila se jej marně snaží odvést od chmurných myšlenek. Z otevřeného okna zaznívá veselý zpěv. Domovít se nad tím hněvá, Jarmila volá o pomoc. Z jednoho z domů vyjde Helena a nabízí svou pomoc. Když Domovít připomíná, že je kacíř, uleklá Helena se přiznává, že i ona potají zůstala věrna kalichu. Domovít vypráví o tom, jak se mu u Blaníka zjevila Bílá paní, nakázala mu jít na sobě nejsvětější místo a předat dívce, kterou tam nalezne – tedy Heleně –, kouzelný prsten. Ten když daruje svému milovanému, zajistí mu tím vítězství. (árie Tvým rukám, děvo plná vděků)
Z chrámu je snímán kalich. Měšťané se scházejí a s lítostí to pozorují (sbor Hle tam! Hle kalich! Již kalich sňat a potupen). Při tomto pohledu Domovít umírá. Zoufalá Jarmila volá znovu o pomoc, přichází Helenin milý, důstojný katolík Zdeněk ze Zásmuk, a její bratr, kališník Bořek s číší vína v ruce. Nosiči odnášejí zahalený kalich do radnice, Bořek však průvod s výčitkami a ironií zastavuje a odhaluje kalich k úžasu a dojetí davu (arieta Bořka Toňte v pláči, toť český kalich). Sbor jej varuje, blíží se Bořkův otec, zemský sudí Jan z Dohalic. Mezi oběma muži nastává prudký střet, ve kterém Bořek povolává slávu kalichu a králi Fridrichovi, až vyprovokuje Zdeňka – který v bitvě na Bílé hoře bojoval na straně císaře Ferdinanda – k souboji, ve kterém hledá smrt. Zdeněk jej však jen zraní. Jan z Dohalic se svého syna zříká a proklíná jej, přes domluvy Zdeňka, Heleny a Jarmily (arieta Heleny ''On na císaři snad se provinil).
Hlasatel vyvolává, že kdo by zemřel v kacířství, nemůže být pohřben v posvěcené půdě. Jarmila prosí u Jana za tělo svého otce, ale ten je i v tomto nepřístupný a přikazuje odnést mrtvolu na křižovatku. Helena a Jarmila prosí sudího o milost, on a Bořek vyjadřují smutek, ale neústupnost (kvartetu se sborem Vpusť slitování v duši pohnutou). Jan a Bořek se rozcházejí ve zlém, ačkoli je Zdeněk varuje před nesvorností (arieta Tak jako vy, tak rozklán národ náš!). Jan z Dohalic ale odmítá: „a lépe nechť i národ zhyne hned, než bludem jedovým by hyzdil svět“. Ani Bořek nechce využít Zdeňkova nabízeného pohostinství, stejně tak Jarmila odmítne místo pro svého otce ve hrobce Zdeňkových předků a nechává ho odnést domů pod Blaník: Bořek i Jarmila odcházejí spolu.
Zdeněk a Helena si vyznávají lásku v nejtěžších časech (duet Prchni přede mnou, Heleno!… Miluji tě nad své štěstí… Jaká chvíle, v žalu svět). Helena daruje Zdeňkovi prsten, jejž získala od Domovíta. V té chvíli se Zdeňkovi zjeví bílá paní a přes Heleniny protesty odvádí Zdeňka s sebou k Blaníku, kde, jak mu slibuje, nalezne spásu pro svůj národ a vlast (scéna Hle, jak mi kyne).

### 2. dějství
Krajina pod Blaníkem v první jarní zeleni) Pod Blaníkem táboří tlupa protestantských vzbouřenců vedených pánem Krištofem z Raedernu, jemuž byl zkonfiskován statek Frýdlant ve prospěch Albrechta z Valdštejna; vzbouřenci se nyní věnují lupičským výpravám a jsou ubytováni v malé chalupě, jež patřívala Domovítovi (sbor Lup jen sám náš je cíl!). Přichází vyčerpaná Jarmila a raněný Bořek. Vzbouřenci dráždí Jarmilu a vysmívají se Bořkovi, Krištof z Raedernu se sám obou příchozích ujímá, a když se dozví, že jsou kališníci, přizve je k pitce (árie Raederna se sborem Jest kališník!… Ten zdráv buď, ten oplývej v blahu). Bořek a Krištof si stručně vypráví své osudy a mladík se rozhodne připojit k protestantskému oddílu. jeho cílem je zejména osvobodit sestru, kterou otec nutí odejít do kláštera; to vyhovuje i Redernovi, který ví o Helenině kráse (duet Aj, vězte, zoufalý váš host je klet… Kde táhnem, vzpoura náš je sled).
Bořek a Jarmila osamí u chýše. Z Blaníku se ozývá tajemná hudba. Jarmila mazáním a bylinkami léčí Bořkovy rány a uspává jej (duet Sám tu dlí! Toť chvíle vítaná!). Objevuje se však i Helena, které se podařilo utéci za tmy otci, když ji touto krajinou odváděl do kláštera. Chtěla by usmířit otce a bratra (duet Jarmil a Heleny Prosby naše, prosby spojené). Když však dorazí i Jan z Dohalic, Bořek na něj volá Redernovy vojáky. Místo toho se však propadají skály a Bořkovi se zjevuje vojsko blanických rytířů vedené Oldřichem z Rožmberka; Domovít přitom třímá svatováclavskou korouhev. Oldřich se ptá, zda Bořek je onen hrdina, kterého mu měla přivést jeho dcera Perchta (duet Rožmberka a Domovíta Jsi ty ten rek?). Ale zatímco rytíři chtějí od hledaného hrdiny lásku a smíření, Bořek je odmítá: on žije pomstě. Rytíři mizejí.
Konečně na volání odpovídají Redernovi vojáci a po krátkém boji se zmocní zemského soudce i jeho dcery. Jan je propuštěn, Helenu však Krištof považuje za svou kořist. V obnovené půtce zažene Jan Krištofa na skalisko a svrhne jej se srázu, ale Helena s ním odmítá odejít a místo toho se uchyluje pod Bořkovu ochranu. Zmatek přeruší zjevení bílé paní, jež se vznáší ve vzduchu a přivádí za sebou Zdeňka ze Zásmuk. Helena se jej snaží zadržet, ale Zdeněk následuje beze slov pokyn bílé paní a vstupuje do nitra Blaníku, kam jej zvou hlasy rytířů.

### 3. dějství
(Jeskyně uvnitř Blaníku) Uvnitř Blaníku spí rytíři, většinou starci v bílých řízách, i jejich bělouši. Přichází Zdeněk ze Zásmuk, kterému bílá paní slíbila, že zde najde spásu pro svou vlast. Nejprve hlasem, poté údery zlatého meče Oldřicha z Rožmberka budí Zdeněk rytíře ze spánku (árie Svaté ticho! Slyším dýchat hroby!). Zdeněk blanickým duchům popisuje strasti, které zakouší vlast, zejména zášť a nesvornost (scéna se zpěvem Zdeňka a sborem Již tedy čas?… Zdaž vlast již v nejhroznějším hoři jest?). Duch Domovítův by chtěl vyrazit na její záchranu, ale Oldřich jej zadržuje: podle věštby mají ještě dvě stě let čekat. Zdeněk je rozhněván a chce se vrátit na zem pokračovat v boji (Ha, dvě stě let! Ó bílá paní, jak jsi svůdně lhala). Bílá paní jej propouští, ale svěřuje mu věnec a zlatý meč. Nechť trpící vlast osvěží nadějnou zvěstí o Blaníku: národ nepovstane mocí zbraní, ale mocí lásky (árie, ke konci se sborem Zvěst, jížto nasloucháš… Národ náš, ten věčně nezahyne). Zdeněk ještě na rytířích vymůže přísahu, že vlast bude spasena, a vrací se na zem.
(Proměna – scéna jako ve 2. dějství) Jarmila a Helena neklidně pozorují krajinu (duet Co zíráš v bouři v šeré údolí?). Jan z Dohalic se vrátil se svými oddíly a pobil Redernovy muže, nyní vedené Bořkem. Helena má strach a současně vzpomíná na Zdeňka (árie Kde vzývat slitování?… Ó Zdeňku můj!). Již je tu ale Jan z Dohalic a doráží na osamoceného Bořka. Helena a Jarmila jej berou v ochranu a Helena se snaží naposledy zprostředkovat smír otce se synem (kvartet Naposled, ó vezmi kletbu zpět!). Když jsou oba neústupní, přiznává otci, že se sama drží kališnické víry. Rozzuřený Jan vidí vinu v Bořkovi a vrhne se na něj s mečem, Helena mu však zastoupí cestu a otec probodne ji. Helena se Zdeňkovým jménem na rtech umírá. Zatímco Jan, Bořek i Jarmila propadají zoufalství, přichází poselstvo, aby Bořkovi zvěstovalo královskou milost (sbor Nás boží vede ruka). Jan však není k utišení a žádá Bořka, aby na něm vlastní rukou pomstil smrt své sestry; Bořek odmítá a je hotov ke smíru.
V tuto chvíli z hory vystoupí Zdeněk slavnostně přinášející zvěst z Blaníka. Nachází mrtvou Helenu, která za vlast bojovala ne zbraní, ale láskou. Vkládá jí do rukou zlatý meč a věnčí ji květy, které mu dala bílá paní. Helena ožívá svému milému v náručí. Všichni se radují a přísahají si smír a lásku (finále s arietou Zdeňka Smrti zřel jsem říš, arietou Heleny Proč mi tak blaze a ansámbl Helena žije! Zdar tobě, reku!… Žijme v lásce, žijme v smíření).

## Nahrávky
Existují pouze rozhlasové nahrávky některých úryvků z opery, navíc dosud nevydané.
- 1952 Scéna v Blaníku (rozhlasová nahrávka). Zpívají (Perchta) Marta Krásová, (Zdeněk ze Zásmuk) Ivo Žídek, (Oldřich z Rožmberka) Josef Celerin, (Domovít) Josef Schwarz-Vlasák. Pěvecký sbor Československého rozhlasu v Praze a Pražský rozhlasový orchestr řídí František Dyk.[18]
- 1963 Předehra, Josef Hrnčíř, Pražský rozhlasový orchestr[19]
- 1976 Předehra, Rudolf Vašata, Symfonický orchestr Čs. rozhlasu v Praze[20]
- 1984 Zpěv Domovíta z 1. dějství, Jaroslav Horáček.[21]